# Castilla La Nueva
Castilla La Nueva är en ort i Colombia.   Den ligger i departementet Meta, i den centrala delen av landet, 100 km sydost om huvudstaden Bogotá. Castilla La Nueva ligger 420 meter över havet och antalet invånare är 1 543.
Terrängen runt Castilla La Nueva är platt. Runt Castilla La Nueva är det mycket glesbefolkat, med 4 invånare per kvadratkilometer. Närmaste större samhälle är Acacías, 19,6 km norr om Castilla La Nueva. Omgivningarna runt Castilla La Nueva är huvudsakligen savann.